# Nowoworonesch
Nowoworonesch (russisch Нововоронеж für „Neu-Woronesch“) ist eine russische Stadt mit 32.635 Einwohnern (Stand 14. Oktober 2010), 55 Kilometer südlich von Woronesch in der gleichnamigen Oblast. Sie liegt am linken Ufer des Don. Südlich von Nowoworonesch ist das gut 40 km entfernte Liski die nächstgelegene Stadt.

## Geschichte

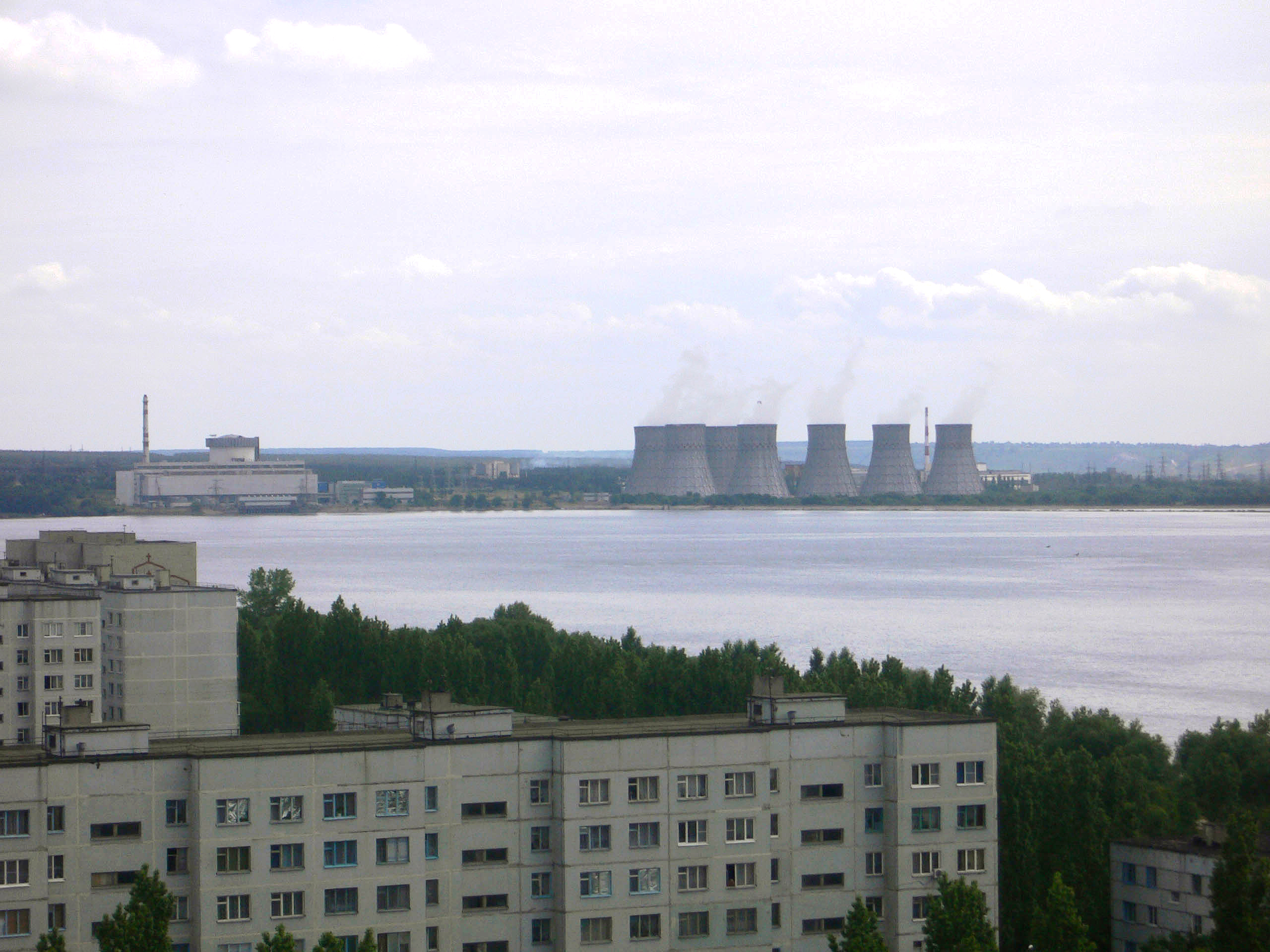
Blick auf das Kernkraftwerk

Nowoworonesch entstand 1957 mit ersten Barackensiedlungen im Zusammenhang mit dem Bau des  Kernkraftwerks Nowoworonesch, das 1964 in Betrieb genommen wurde und damit eines der ältesten Kernkraftwerke Russlands ist. 1987 erhielt Nowoworonesch den Status einer Stadt. Mittlerweile wird mit dem Kernkraftwerk Nowoworonesch II das zweite Kernkraftwerk mit zwei Blöcken errichtet.

### Bevölkerungsentwicklung
| Jahr | Einwohner |
| ---- | --------- |
| 1959 | 3.011     |
| 1970 | 12.714    |
| 1979 | 25.750    |
| 1989 | 35.666    |
| 2002 | 36.961    |
| 2010 | 32.635    |

Anmerkung: Volkszählungsdaten

## Wirtschaft
Die meisten der Einwohner von Nowoworonesch sind im Kraftwerk oder den damit verbundenen Betrieben beschäftigt, wobei das Kraftwerk nicht nur ein Strom-, sondern auch ein wichtiger Fernwärmelieferant ist. Weitere Betriebe der Stadt sind unter anderem Fabriken aus dem Bereich der Baustoff- und der Nahrungsmittelindustrie.

## Städtepartnerschaften
- Paks, Ungarn[2]